# Trinia guicciardii
Trinia guicciardii är en växtart i släktet Trinia och familjen flockblommiga växter. Arten är en perenn ört som förekommer i centrala och södra Grekland.